# Noël van Santen
Noël van Santen (1973) is een Nederlands acteur, cabaretier en theatermaker. Hij werd bekend als onderdeel van het cabaretduo Schudden en is actief in theater, musicals, televisie en film. Sinds 2025 vormt hij met Audrey Bolder het duo Bolder & Van Santen.

## Biografie
Van Santen studeerde in 1997 af aan de Hogeschool voor de Kunsten Utrecht. Tijdens zijn studie richtte hij met Emiel de Jong het cabaretduo Schudden voor Gebruik op. In 1994 won het duo zowel de jury- als de publieksprijs op het Groninger Studenten Cabaret Festival. Daarnaast behaalden zij de tweede plaats op het Cameretten Festival. Na hun eerste voorstelling Geschud werd de naam ingekort tot Schudden.
Het duo bracht tien theaterprogramma’s uit, waarvan drie werden genomineerd voor de Poelifinario, de prijs voor het beste cabaretprogramma van het seizoen.

## Theater en musicals
Naast zijn werk bij het cabaretgezelschap Schudden was Noël van Santen verbonden aan gezelschappen als Theatergroep Aluin, Growing up in Public en Wederzijds. Hij was medeoprichter van het Utrechtse theatergezelschap De Staat van Zijn. In 2017 maakte hij zijn musicaldebuut in De Marathon, waarin hij de rol van Kees vertolkte. In 2022 speelde hij de rol van Kasper, de echtgenoot van Soof, in Soof de Musical. Daarnaast was hij te zien in de solovoorstelling De Nachtwaker van Het Filiaal theatermakers.

## Televisie en film
Van Santen was te zien in diverse film- en televisieproducties. Enkele van zijn bekendere rollen zijn:
- My Best Friend Anne Frank (2021) – Mr. Presser
- Rundfunk: Jachterwachter (2020) – Jan Modaal
- Anne Frank Video Diary (2020–2021) – Otto Frank
- Outer Space (2023–2024) – Zander
- Alles Flex (2025) – Vader MC

Daarnaast speelde hij gastrollen in onder meer Flikken Maastricht, SpangaS, Het geheime dagboek van Hendrik Groen en Flikken Rotterdam.

## Bolder & Van Santen
In 2025 startte Van Santen een nieuw cabaretduo met Audrey Bolder: Bolder & Van Santen. Hun eerste voorstelling, Noem het een huwelijk, is een fysieke en komische voorstelling over liefde in al haar vormen. De regie was in handen van Titus Tiel Groenestege en de productie werd verzorgd door Buro Stek.